# Orio al Serio
Orio al Serio es una comune italiana de la provincia de Bérgamo, región de Lombardía. Tiene una población estimada, a fines de septiembre de 2021, de 1748 habitantes.
En 2013 el municipio recibió el título de ciudad.
El aeropuerto de Bérgamo-Orio al Serio, usado principalmente por aerolíneas de bajo coste, se halla en la localidad. A finales de 2009, se convirtió en el cuarto aeropuerto de Italia por número de pasajeros y el primer aeropuerto italiano en vuelos de bajo coste.
Junto al aeropuerto se encuentra Oriocenter, el centro comercial más grande de Italia y uno de los más grandes de Europa.

## Evolución demográfica
| Gráfica de evolución demográfica de Orio al Serio entre 1861 y 2021 |
|                                                                     |
| Fuente: ISTAT - Elaboración gráfica de Wikipedia                    |